# Трудовое сельское поселение
Трудовое сельское поселение — муниципальное образование в составе Ейского района Краснодарского края России.
В рамках административно-территориального устройства Краснодарского края ему соответствует Трудовой сельский округ.
Административный центр — посёлок Советский.

## Население
| 2010  | 2012  | 2013  | 2014  | 2015  | 2016  | 2017  |
| ----- | ----- | ----- | ----- | ----- | ----- | ----- |
| 2534  | ↗2535 | ↘2519 | ↘2510 | ↘2484 | ↗2493 | ↗2519 |
| 2018  | 2019  | 2020  | 2021  | 2023  |       |       |
| ↘2516 | ↘2515 | ↗2540 | ↘2328 | ↘2293 |       |       |

## Населённые пункты
В состав сельского поселения (сельского округа) входят 4 населённых пункта:
| № | Населённый пункт | Тип населённого пункта | Население (чел.) |
| - | ---------------- | ---------------------- | ---------------- |
| 1 | Большевик        | посёлок                | ↗300             |
| 2 | Дальний          | посёлок                | ↘91              |
| 3 | Заря             | посёлок                | ↗194             |
| 4 | Советский        | посёлок                | ↗1949            |